# شريك (خروف)
شْرِيكْ (بالإنجليزية: Shrek)‏ ‏(27 تشرين الثاني/نوفمبر 1994 - 6 يونيو/حزيران 2011) هوَ خروف من نوع المارينو ينتمي إلى قطعان من الخرفان في نيوزيلندا. اكتسب شريك شهرة عالمية في عام 2004 بعد أن هربَ لكهفٍ وعاش فيه مدة ست سنوات قبل أن يُعثر عليه وهوَ مليء بالصوف في كل أنحاء جسمه وهذا ما زاده شهرة لدرجة تبني قصته في العديد من الكتب ومجموعة من الأعمال التلفزيّة والسينمائيّة.
عُثر على الخروف أخيرًا في 15 نيسان/أبريل 2004 بعد غياب دام لحوالي ست سنوات فقررت دولة نيوزيلندا قصّ صوفه على المباشر فيما تكّلفَ تلفزيون نيوزيلندا الوطني بعملية البث لباقي المواطنين. جدير بالذكر هنا أنّ كمية الصوف التي غطت جسد شريك طوال الفترة التي قضاها في الكهف كانت كافية لصنع 20 معطفًا رجاليًا من الحجم الكبير  حيث بلغ وزنها حوالي 15 كجم (33 رطلا).
أصبحَ شريك رمزًا وطنيًا حيثُ اقتيد إلى البرلمان للقاء رئيسة وزراء نيوزيلندا هيلين كلارك في أيار/مايو 2004 للاحتفال بعيد ميلاده العاشر. في تشرين الثاني/نوفمبر عام 2006 وبعد حوالي 30 شهرًا من تاريخ العثور عليه؛ فرّ شريك مُجددًا إلى جبل جليدي عائم قبالة سواحل ديوندين في نيوزيلندا قبل أن يُسترجع في نهاية المطاف. توفي شريك – قُتل بشكلٍ رحيم – في السادس من حزيران/يونيو 2011 على يدِ طبيب بيطري بعدما كان قد بلغَ من العمر ستة عشر عامًا.